# Vodojem na Šibeničním vrchu
Vodojem na Šibeničním vrchu je postaven u silnice II/122 z Bechyně do Opařan v katastrálním území Bechyně okrese Tábor.

## Historie
Vodovodní soustava byla pro Bechyni vystavěna v letech 1924–1928 pražskou firmou Kress. Součástí vodovodu byl vodojem postavený v roce 1926 v novobarokním slohu na Šibeničním vrchu (433 m n. m.) u Bechyně. Vodojem byl postaven v nadmořské výšce 431 m a měl objem 300 m³ a byl dotován pitnou vodou z lesního prameniště u obce Bechyňská Smoleč. V roce 1932 byla v Sudoměřicích u Bechyně vybudována nová studna a čerpací stanice, která zásobovala vodojem na Šibeničním vrchu. Vodojem je mimo provoz od roku 1966, ale vodovodní soustava je využívána.

## Popis
Vodojem je novobarokní omítaná železobetonová stavba částečně zapuštěna v umělém návrší. K hlavnímu vstupu v patře vede pětiramenné schodiště s výrazným sloupkovým zábradlím. Vstup je rámován dvěma sloupy a oválným oknem uprostřed pláště vodojemu. Stavba je ukončena kupolí s koulí na vrcholu. Vodojem má nápadnou růžovou barvu.